# Celsius (månkrater)
För andra betydelser, se Celsius (olika betydelser).
Celsius är en liten nedslagskrater på månen som är belägen i den bergiga terrängen på den sydöstra delen av den sida av månen som vetter mot Jorden.
Kratern Celsius har oregelbundna kanter och en mindre krater i sin norra del. Nordost om Celsius ligger kratern Zagut, österut kratern Rabi Levi, en liten bit längre söderut kratern Büsching. Det finns inga månhav eller stora bergskedjor i närheten.
Kratern har fått namnet Celsius efter den svenske vetenskapsmannen Anders Celsius.

## Satellitkratrar
| Celsius | Latitud | Longitud | Diameter |
| ------- | ------- | -------- | -------- |
| A       | 33.0° S | 20.5° E  | 14 km    |
| B       | 34.6° S | 19.7° E  | 6 km     |
| D       | 34.7° S | 19.1° E  | 19 km    |
| E       | 32.9° S | 20.1° E  | 11 km    |
| H       | 33.8° S | 20.1° E  | 6 km     |